# Schwankungsrückstellung
Die Schwankungsrückstellung ist eine versicherungstechnische Rückstellung. Sie ist für die Schaden- und Unfallversicherung sowie in der Rückversicherung zu bilden. Für das in Rückdeckung übernommene Lebens- und Krankenversicherungsgeschäft und Unfallversicherung, die von Lebensversicherern betrieben wird, ist keine Schwankungsrückstellung zu bilden. 
Sie dient dem Ausgleich der Schwankungen im Schadenverlauf künftiger Jahre, wenn diese aufgrund von Erfahrungen im fraglichen Versicherungszweig wahrscheinlich sind, die Schwankungen nicht durch Beiträge ausgeglichen werden oder die Rückversicherungsdeckung die Schwankungen im Schadenverlauf auffängt. 
Versicherungszweige, die trotz homogenem Versicherungsbestand hohe Schwankungen im Schadensverlauf der aktuellen Rechnungsperiode aufweisen, erreichen durch die Zuführung zur Schwankungsrückstellung in guten Jahren oder Entnahme aus der Schwankungsrückstellung in schlechten Jahren eine Stabilisierung ihrer Ergebnisse. In der Hagelversicherung gibt es z. B. in vielen Jahren kaum Schäden. Andererseits gibt es Jahre mit enormen Hagelschäden, die durch die Beitragseinnahmen des Jahres nicht gedeckt werden können. Somit dient die Schwankungsrückstellung dazu, den unterschiedlichen Schadensanfall in den einzelnen Jahren auszugleichen.
Die gesetzlichen Grundlagen zur Bildung der Schwankungsrückstellung sind § 341h HGB, § 29 RechVersV sowie die rechversv RechVersV. Die Berechnung der Schwankungsrückstellung erfolgt nach einem Algorithmus, der in der Anlage zu § 29 RechVersV festgelegt ist.
Die Schwankungsrückstellung wird für jeden Versicherungszweig gesondert ermittelt. Als jeweils eigener Versicherungszweig zu behandeln sind die nach RechVersV gegenüber der Aufsichtsbehörde zur Aufstellung und Meldung gesonderter versicherungstechnischer Gewinn- und Verlustrechnungen verpflichteten Versicherungssparten. 
Eine Schwankungsrückstellung ist zu bilden, wenn die folgenden drei Bedingungen kumulativ erfüllt sind:
- Bagatellklausel: Der Versicherungszweig weist im Durchschnitt der letzten drei Jahre mehr als 125.000 € verdiente Beiträge aus.
- Erheblichkeitsklausel: Die Standardabweichung der Schadenquote im Beobachtungszeitraum (je nach Versicherungszweig 15 oder 30 Jahre) beträgt mindestens 5 %.
- Finanzierungsbedarfsklausel: Im Beobachtungszeitraum überschreitet die kombinierte Schaden- und Kostenquote (Combined Ratio) die 100 %, d. h. die verdienten Beiträge des Geschäftsjahres sind mindestens einmal nicht ausreichend, um die Summe aus Aufwand für Versicherungsfälle und Aufwand für Versicherungsbetrieb zu decken.

In einem Jahr mit Unterschaden (Schadenquote des Geschäftsjahres liegt unter der durchschnittlichen Schadenquote des Beobachtungszeitraumes) werden der Schwankungsrückstellung Beträge zugeführt. In einem Jahr mit Überschaden (Schadenquote des Geschäftsjahres liegt über der durchschnittlichen Schadenquote des Beobachtungszeitraumes) werden Beträge entnommen, sofern nicht eine Zuführung erforderlich ist, um den Sollbetrag der Rückstellung zu erreichen.

## Der Schwankungsrückstellung ähnliche Rückstellungen
Für Risiken, die bereits im einzelnen Versicherungsfall hohe Schäden abdecken, aber sehr selten auftreten, sind unter der Schwankungsrückstellung „ähnliche Rückstellungen“ zu bilden. Das Risiko kann also im Schadensfall nicht mit der Versicherungsprämie eines einzelnen Jahres abgedeckt werden; der Ausgleich kann nur in einem unbestimmten Zeitraum erfolgen.
Nach § 30 RechVersV sind als der Schwankungsrückstellung ähnliche Rückstellungen insbesondere zu bilden:
- Pharmarückstellung,
- Atomanlagenrückstellung,
- Terrorrisikenrückstellung.

Diese Aufstellung ist nicht als abschließend zu betrachten. Ebenso ist für andere Großrisiken (z. B. Erdbeben) hier eine Rückstellung zu bilden. Solche Großrisiken sind durch eine geringe Schadenhäufigkeit verbunden mit einem hohen Schadensbetrag gekennzeichnet. 

## Betrachtungen über HGB/RechVersV hinaus
Unter IFRS darf eine Schwankungsrückstellung nicht angesetzt werden, da sie keine liability im Sinne des IFRS-frameworks darstellt.